# Brooke Adams (wrestlerka)
Brooke Nichole Adams (ur. 4 grudnia 1984 w Saint Louis) – amerykańska modelka i wrestlerka, występująca pod pseudonimami ringowymi: Brooke, Brooke Tessmacher i Miss Tessmacher. W latach 2010–2015 i w 2017 r. pracowała w Total Nonstop Action Wrestling (TNA), zdobywając trzykrotnie TNA Knockouts Championship oraz jednokrotnie TNA Knockouts Tag Team Championship z Tarą (ich tag team nosił nazwę TnT). W latach 2006–2007 związana była z World Wrestling Entertainment (WWE).

## Mistrzostwa i osiągnięcia
- Pro Wrestling Illustrated
  - PWI umieściło ją na 7. miejscu rankingu wrestlerek PWI Top 50 w 2012[5]
- Total Nonstop Action Wrestling
  - TNA Knockouts Championship (3x)
  - TNA Knockouts Tag Team Championship (1x) – z Tarą
- Wrestling Observer Newsletter
  - Najgorszy gimmick (2013) Aces & Eights